# Francesca di Foix
Francesca de Foix es una ópera semiseria en un acto con música de Gaetano Donizetti y libreto de Domenico Gilardoni. Se estrenó el 30 de mayo de 1831 en el Teatro de San Carlos de Nápoles, Italia, con un buen éxito.
Se recuerda sobre todo por haber proporcionado algunas páginas a óperas posteriores como Ugo, Conte di Parigi, L'elisir d'amore (la marcha de las guardias y su coro se convertirán en el coro de introducción del Acto II "Cantiamo, facciam brindisi", y la cabaletta del aria de Edmondo se convertirá en el coro de Giannetta y de las muchachas "Ma zitto, piano!") y Gemma di Vergy.